# Olympische Sommerspiele 1920/Polo
Bei den VII. Olympischen Sommerspielen 1920 in Antwerpen fand ein Polo-Turnier statt. Austragungsort war die Wellingtonrenbaan in Ostende.

## Klassement
| Platz | Land | Spieler |
| ----- | ---- | --- |
| 1     | GBR  | Tim Melvill Frederick W. Barrett John Wodehouse Vivian Lockett                                                                    |
| 2     | ESP  | Leopoldo Saínz de la Maza Álvaro de Figueroa José de Figueroa Hernando Fitz-James Stuart y Falcó Jacobo Fitz-James Stuart y Falcó |
| 3     | USA  | Arthur Harris Terry de la Mesa Allen Jack Montgomery Nelson Margetts                                                              |
| 4     | BEL  | Alfred Grisar Maurice Lysen Gaston Peers de Nieuwburgh Clément van der Straeten                                                   |

## Ergebnisse
|  | Halbfinale         | Halbfinale     |                    |    | Finale | Finale |
|  |                    |                |                    |    |        |        |
|  | Spanien            | 13             |                    |    |        |        |
|  | Vereinigte Staaten | 3              |                    |    |        |        |
|  |                    |                |                    |    |        |        |
|  |                    |                |                    |    |        |        |
|  | Spanien            | 11             |                    |    |        |        |
|  |                    | Großbritannien | 13                 |    |        |        |
|  |                    |                |                    |    |        |        |
|  | Spiel um Bronze    |                |                    |    |        |        |
|  |                    |                | Vereinigte Staaten | 11 |        |        |
|  | Großbritannien     | 8              | Belgien            | 3  |        |        |
|  | Belgien            | 3              |                    |    |        |        |